# Chlorisanis viridis
Chlorisanis viridis är en skalbaggsart som beskrevs av Francis Polkinghorne Pascoe 1867. Chlorisanis viridis ingår i släktet Chlorisanis och familjen långhorningar.
Artens utbredningsområde är Sarawak. Inga underarter finns listade i Catalogue of Life.